# 사카모토 요스케
사카모토 요스케(일본어: 坂元 要介, 1974년 1월 12일 ~ )는 일본의 전 축구 선수이다.

## 구단 경력
1996년 J1리그의 교토 퍼플 상가에 입단했다. 1997년부터 1999년까지 사가와 급편 오사카에서 뛰었다. 2000년 일본 풋볼 리그의 FC 교토 밤브로 이적했다. 2002년후 현역 은퇴.